# Domanowo (województwo podlaskie)
Domanowo – wieś w Polsce położona w województwie podlaskim, w powiecie bielskim, w gminie Brańsk.
| SIMC    | Nazwa          | Rodzaj    |
| ------- | -------------- | --------- |
| 0024555 | Nowe Domanowo  | część wsi |
| 0024561 | Stare Domanowo | część wsi |

Do 1934 roku i w latach 1952–1954 miejscowość była siedzibą gminy Domanowo. W latach 1975–1998 miejscowość administracyjnie należała do województwa białostockiego.
Według Powszechnego Spisu Ludności z 1921 roku wieś (ówcześnie Domanowo Stare) zamieszkiwało 453 osoby, wśród których 444 było wyznania rzymskokatolickiego, 3 prawosławnego a 6 mojżeszowego. Jednocześnie 444 mieszkańców zadeklarowało polską przynależność narodową, 3 białoruską a 6 żydowską. Było tu 70 budynków mieszkalnych.
W 1929 pracowały młyny, jeden wiatrak i zakład ogrodniczy.
Wieś jest siedzibą rzymskokatolickiej parafii św. Doroty.

## Zabytki
- układ przestrzenny wsi, pocz. XV, nr rej.:513 z 11.1982
- cmentarz rzymskokatolicki, nr rej.:513 z 11.1982
- drewniany kościół parafialny pod wezwaniem św. Doroty, 1763–1779, nr rej.:200 z 20.10.1966
- dzwonnica, 1876,nr rej.:448(450) z 23.07.1979[10].